# Osiedle Ruczaj-Zaborze
Osiedle Ruczaj-Zaborze – osiedle Krakowa wchodzące w skład Dzielnicy VIII Dębniki, niestanowiące jednostki pomocniczej niższego rzędu w ramach dzielnicy.
Stanowi część Ruczaju administrowaną przez Spółdzielnię Mieszkaniową „Ruczaj-Zaborze”, mieszczącą się w obrębie ulic Grota-Roweckiego, Zachodniej, Pastelowej, Bułgarskiej, Zbrojarzy, Turonia, Ruczaj i koryta rzeki Wilgi.
Powstało w latach 1986–1993. Projektantami osiedla byli Anna Basistowa, Jan Lewandowski, K. Leśnodorska i Maria Czerwińska. W skład osiedla wchodzą bloki 4-, 5- i 11-kondygnacyjne wybudowane w technologii wielkopłytowej.

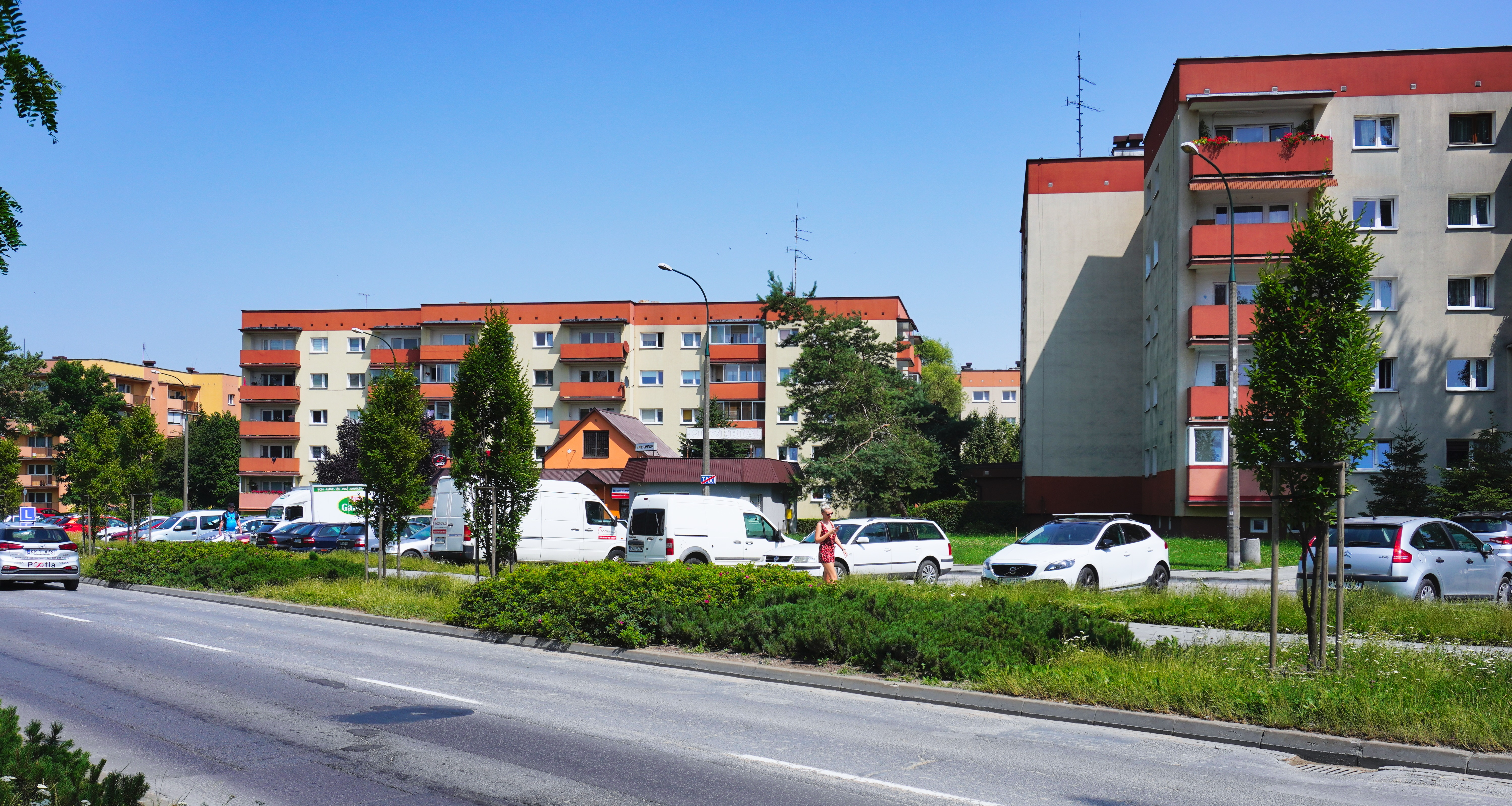
Widok osiedla od strony ul. Kobierzyńskiej, bloki przy ul. Kobierzyńskiej 68, 62 i 60
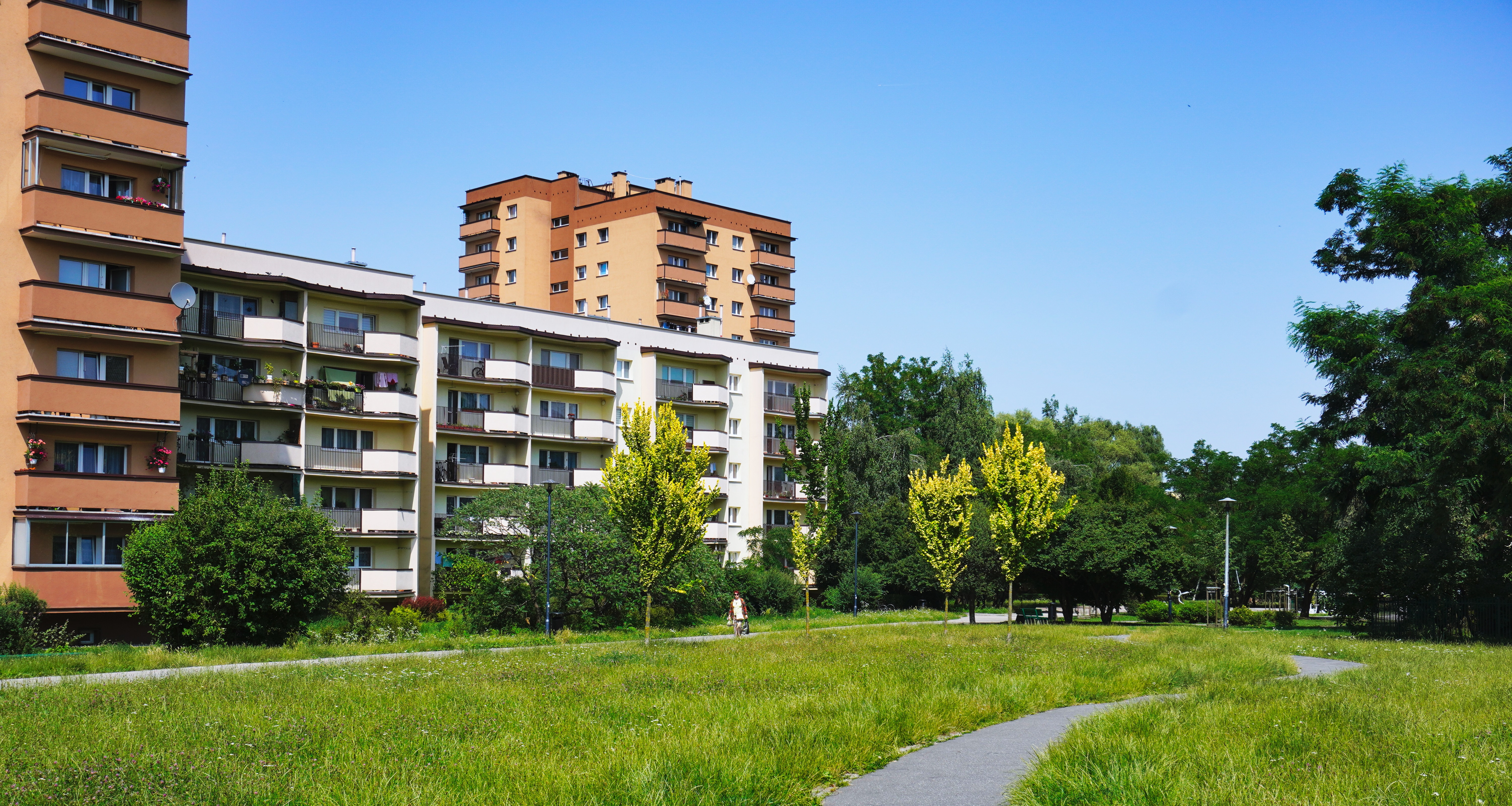
Wnętrze osiedla, bloki przy ul. Grota-Roweckiego 21 i 19
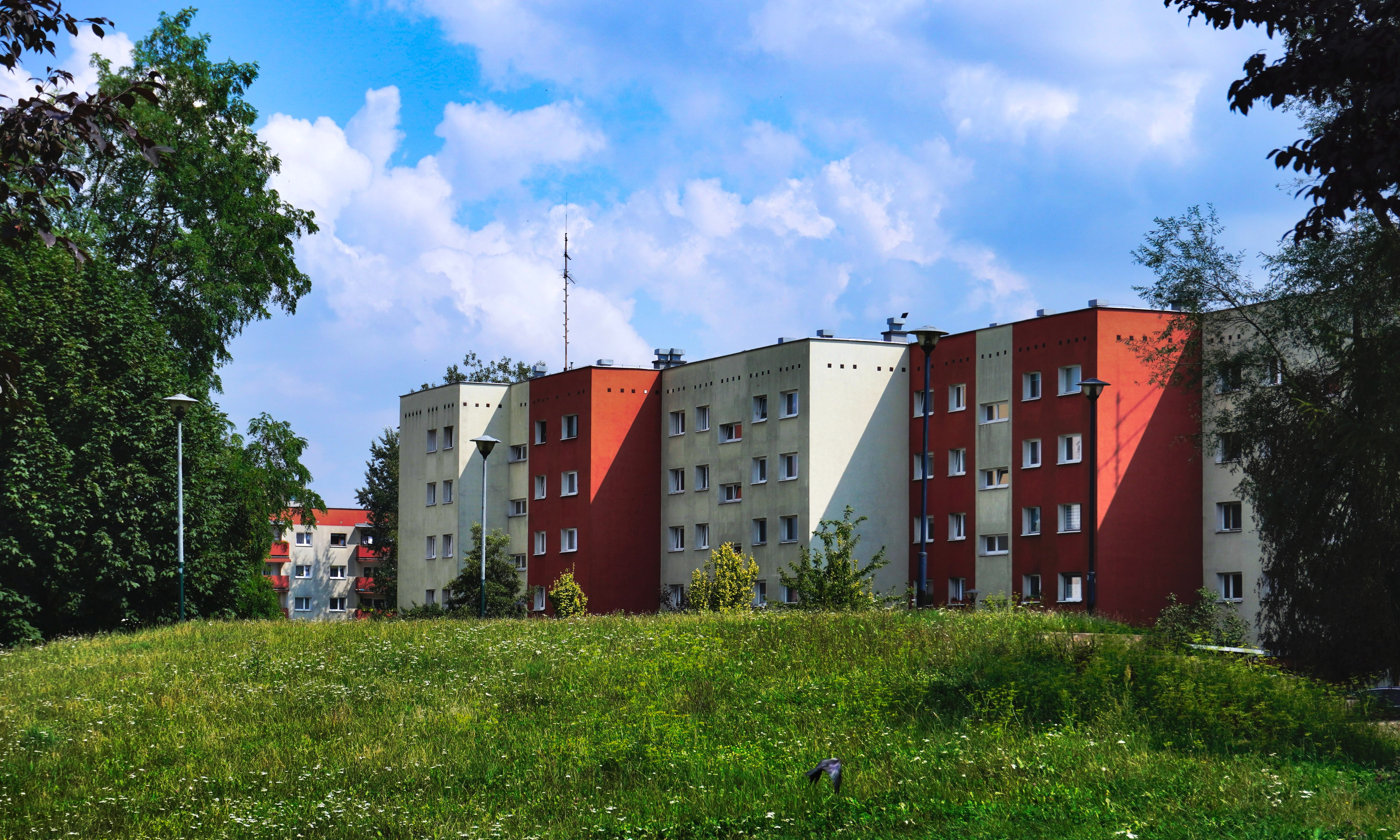
Wnętrze osiedla, tereny zielone, blok przy ul. Kobierzyńskiej 65
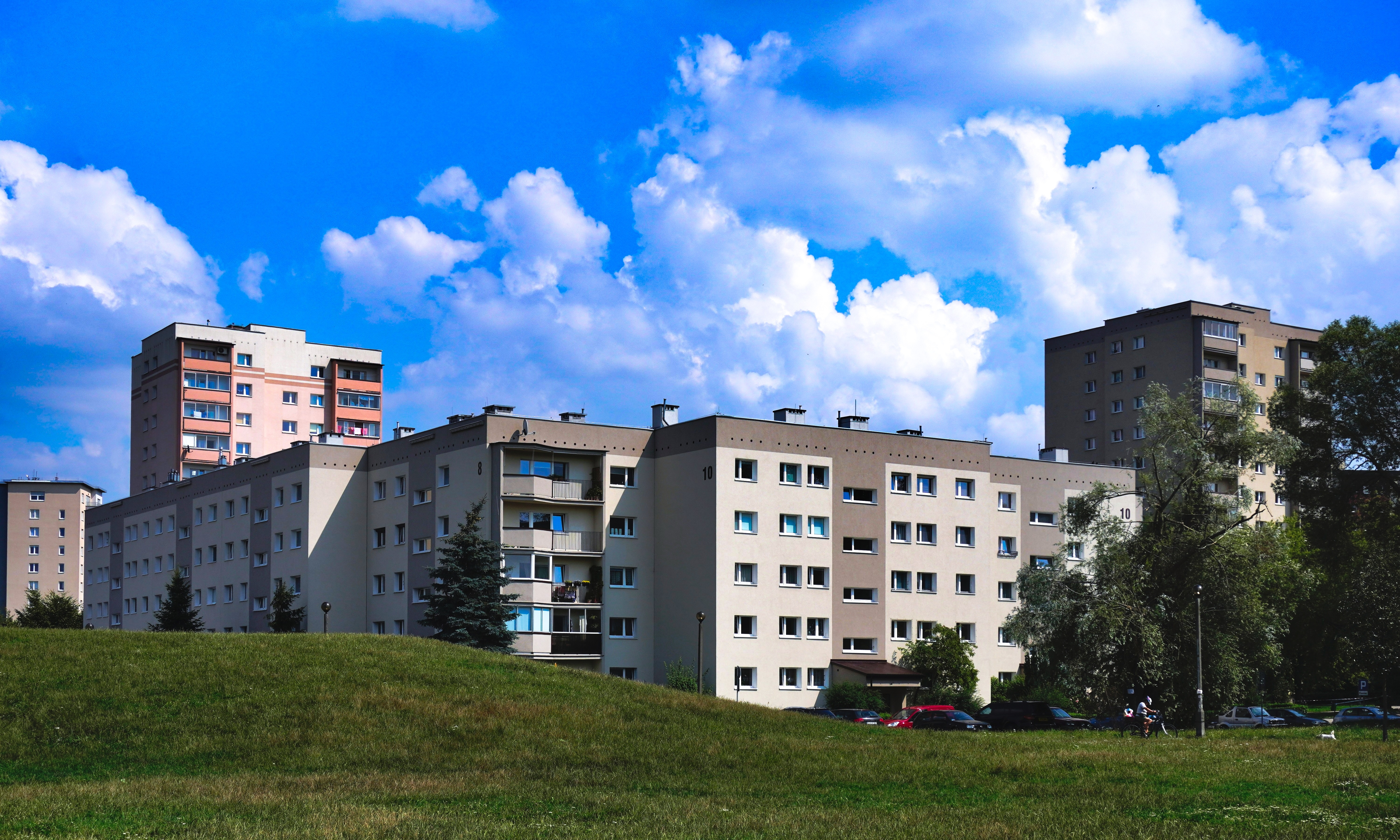
Wnętrze osiedla, tereny zielone, bloki przy ul. Lipińskiego 6, 8, 10 i 14
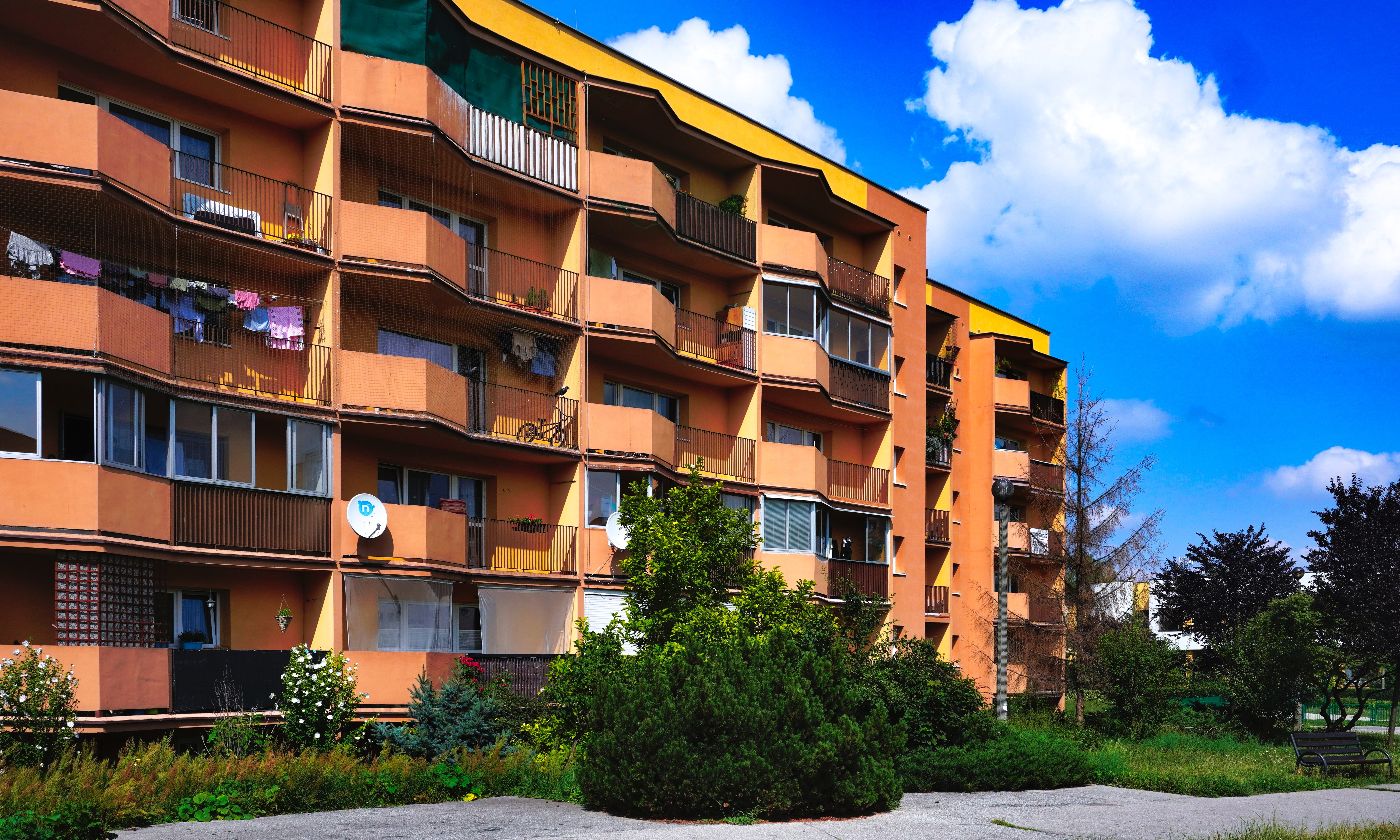
Wnętrze osiedla, blok przy ul. Kobierzyńskiej 60
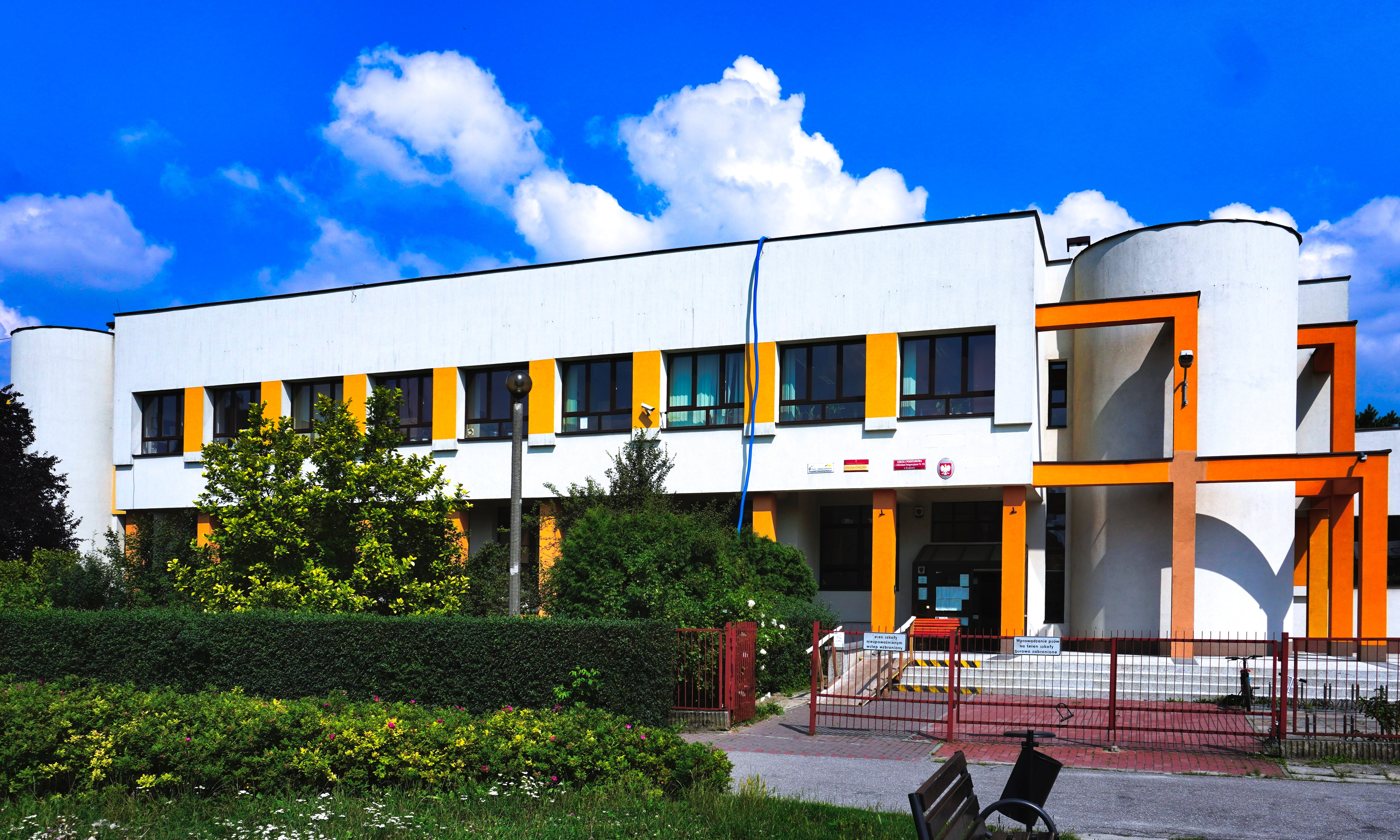
Szkoła Podstawowa z Oddziałami Integracyjnymi nr 151 im. Uniwersytetu Jagiellońskiego